# Kostel Nanebevzetí Panny Marie (Bad Sauerbrunn)
Kostel Nanebevzetí Panny Marie je římskokatolický kostel v obci Bad Sauerbrunn v Burgenlandu v Rakousku. Je farním chrámem místní farnosti a spadá pod děkanát Mattersburg v diecézi Eisenstadt.
Na farnost byl Bad Sauerbrunn povýšen v roce 1960. Farní kostel byl postaven v letech 1967 až 1970 podle návrhu architekta Josefa Patzelta. Na olejomalbě je Madona s dítětem z 2. poloviny 18. století.
Na cestě k Neudörflu stojí kříž s kartuší s hlavou anděla s nápisem 1651 a znaky řemesel. Na cestě k Pöttschingu je dřevěný kříž v dokumentech uvedený už v 15. století a vždy obnovený.